# George James Allman
George James Allman (Cork, 1812 – Parkstone, 24 novembre 1898) è stato un biologo irlandese.
Dopo i primi anni di formazione presso la Royal Academical Institution di Belfast frequentò il Trinity College dove iniziò a studiare giurisprudenza materia che abbandonò ben presto per rivolgere la sua attenzione alle scienze naturali. Nel 1843 si laureò in medicina, fino al 1856 fu professore di botanica a Dublino, in seguito si trasferì e divenne professore di Storia Naturale presso l'Università di Edimburgo. 
Contestualmente ricoprì la carica di curatore del Museo delle Scienze e delle Arti (all'epoca Museum of Science and Art ora noto come Royal Museum of Scotland). Nel 1870 le deteriorate condizioni di salute gli imposero di abbandonare la carriera accademica per ritirarsi nel Dorset dove si occupò di orticoltura.
La sua pubblicazione più apprezzata riguardò la morfologia degli idrozoi, pubblicata nel 1871-72 e corredata da precisissime illustrazioni da lui stesso prodotte.
La biologia gli è debitrice di alcuni termini fra i quali le parole ectoderma ed endoderma utilizzate nello studio dei celenterati. 
Nel 1854 entrò a far parte della Royal Society, nel 1873 venne premiato con la Medaglia Royal, per diversi anni presiedette la Linnean Society of London. 

## Opere
- A Monograph on the Gymnoblastic or Tubularian Hydroids

| G.J.Allman è l'abbreviazione standard utilizzata per le piante descritte da George James Allman. Consulta l'elenco delle piante assegnate a questo autore dall'IPNI. |

| Allman o Allm. è l'abbreviazione standard utilizzata per le specie animali descritte da George James Allman. Categoria:Taxa classificati da George James Allman |